# Ротлизбергер, Бьянка
Бья́нка Ротли́збергер (нем. Bianca Röthlisberger; род. 29 апреля 1979) — швейцарская кёрлингистка.
Играла на позиции первого.

## Достижения
- Чемпионат Швейцарии по кёрлингу среди женщин: золото (2002).
- Чемпионат Швейцарии по кёрлингу среди юниоров: золото (1996).

## Команды
| Сезон   | Четвёртый           | Третий          | Второй         | Первый                                | Запасной                                                                              | Турниры                             |
| ------- | ------------------- | --------------- | -------------- | ------------------------------------- | ------------------------------------------------------------------------------------- | ----------------------------------- |
| 1995—96 | Надя Хойер          | Кармен Кюнг     | Сибил Бахофен  | Вера Хойер                            | Бьянка Ротлизбергер                                                                   | ЧМЮ 1996 (4 место)                  |
| 1996—97 | Бьянка Ротлизбергер | Claudia Kunz    | Nicole Broglie | Yvonne Notter (ЧШЮ), Вера Хойер (ЧМЮ) | Сильвана Тиринцони (ЧМЮ)                                                              | ЧШЮ 1996 · ЧМЮ 1997 (4 место)       |
| 2001—02 | Селина Брёлё        | Николь Штраузак | Мадлена Брёлё  | Бьянка Ротлизбергер                   | Анита Ягги тренер: Брайан Грей                                                        | ЧШЖ 2002                            |
| 2002—03 | Селина Брёлё        | Николь Штраузак | Мадлена Брёлё  | Бьянка Ротлизбергер                   | Анита Ягги (ЧЕ), Карин Маттей (ЧМ) тренеры: Брайан Грей (ЧЕ), Pierre-Yves Grivel (ЧМ) | ЧЕ 2002 (5 место) ЧМ 2003 (5 место) |
| 2004—05 | Николь Штраузак     | Селина Брёлё    | Мадлена Брёлё  | Бьянка Ротлизбергер                   |                                                                                       |                                     |
| 2006—07 | Марлене Альбрехт    | Gioia Oeschle   | Bigna Oeschle  | Алина Пец                             | Бьянка Ротлизбергер                                                                   |                                     |

(скипы выделены полужирным шрифтом)